# Сельское поселение «Харагунское»
Се́льское поселе́ние «Харагунское» — муниципальное образование в Хилокском районе Забайкальского края Российской Федерации.
Административный центр — село Харагун.

## История
Статус и границы сельского поселения установлены Законом Читинской области от 19 мая 2004 года «Об установлении границ, наименований вновь образованных муниципальных образований и наделении их статусом сельского, городского поселения в Читинской области».

## Население
| 2010  | 2011  | 2012  | 2013  | 2014  | 2015  | 2016  |
| ----- | ----- | ----- | ----- | ----- | ----- | ----- |
| 3008  | ↘2995 | ↘2955 | ↘2943 | ↘2906 | ↘2887 | ↘2860 |
| 2017  | 2018  | 2019  | 2020  | 2021  |       |       |
| ↘2810 | ↘2790 | ↘2743 | ↘2685 | ↘2380 |       |       |

## Состав сельского поселения
| № | Населённый пункт | Тип населённого пункта       | Население |
| - | ---------------- | ---------------------------- | --------- |
| 1 | Аренур           | село                         | ↘20       |
| 2 | Дайгур           | село                         | ↘85       |
| 3 | Сарантуй         | село                         | ↗8        |
| 4 | Тайдут           | село                         | ↘71       |
| 5 | Харагун          | село, административный центр | ↘2455     |